# Hang It Up
„Hands” – to utwór brytyjskiego indiepopowego zespołu The Ting Tings. Wydany został 27 grudnia 2011 roku przez wytwórnię płytową Columbia Records jako drugi singel z ich drugiego albumu studyjnego, zatytułowanego Sounds from Nowheresville. Twórcami tekstu utworu są Katie White i Jules De Martino, który zajął się też jego produkcją. Do singla nakręcono także teledysk, a jego reżyserią zajął się Dan Gable. Opublikowano także teledysk z koncertu w Paryżu, którego reżyserią zajął się także Dan Gable. „Hang It Up” zadebiutował na 125. pozycji w notowaniu UK Singles Chart, sprzedając się w pierwszym tygodniu w ilości 2 098 egzemplarzy. 

## Pozycje na listach przebojów
| Kraj              | Lista (2010)    | Pozycja |
| ----------------- | --------------- | ------- |
| Belgia (Wallonia) | Ultratip 50     | 31      |
| Japonia           | Japan Hot 100   | 8       |
| Wielka Brytania   | Singles Top 100 | 125     |